# Florida Keys

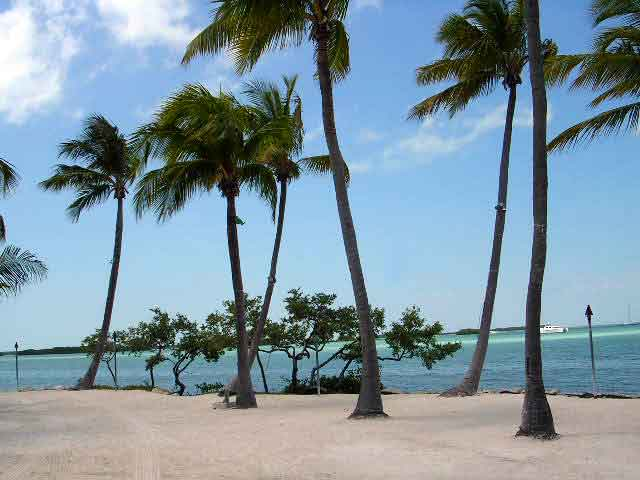
Palmy na Islamorada

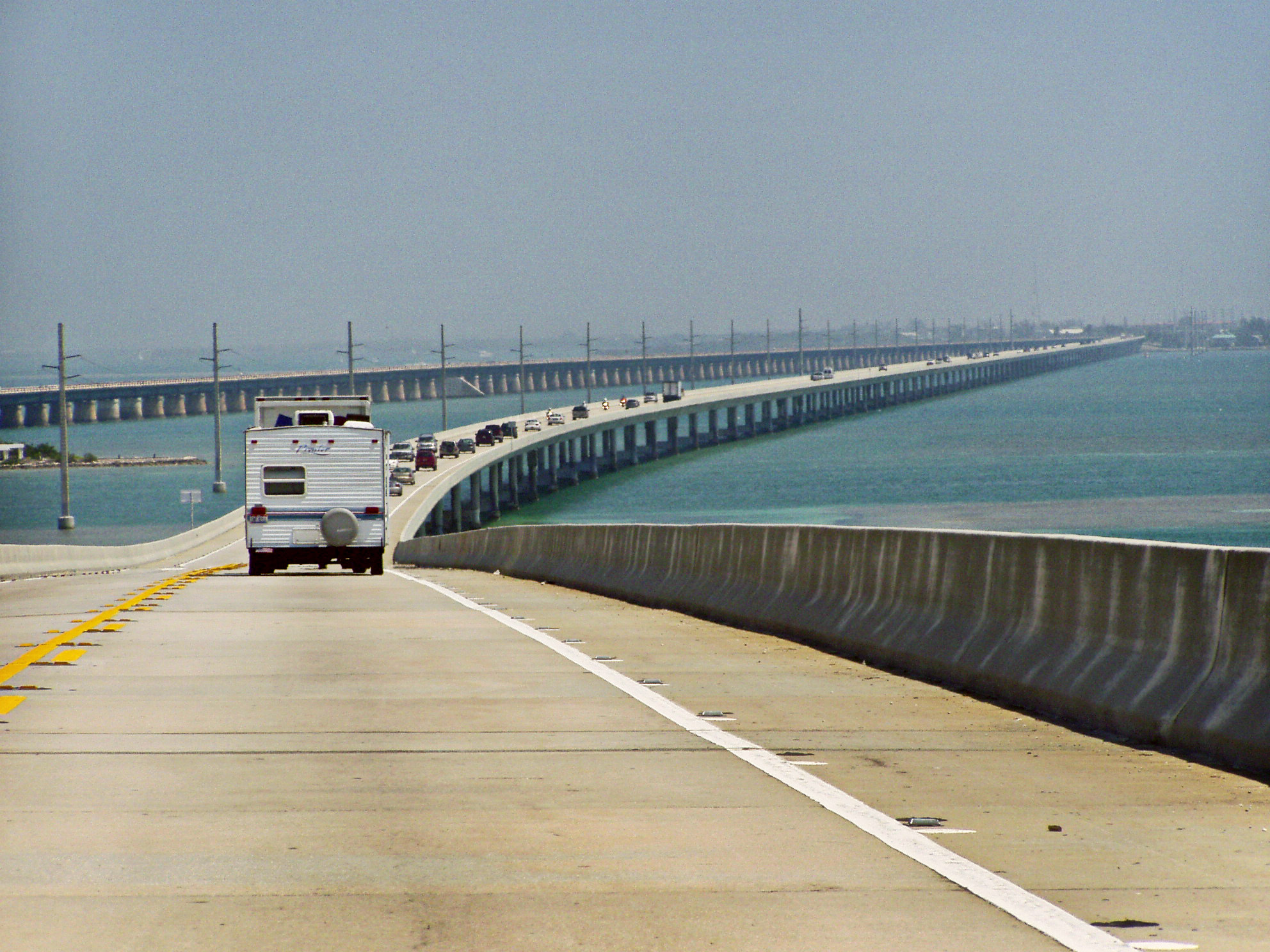
Overseas Highway (US-1) na Seven Miles Bridge

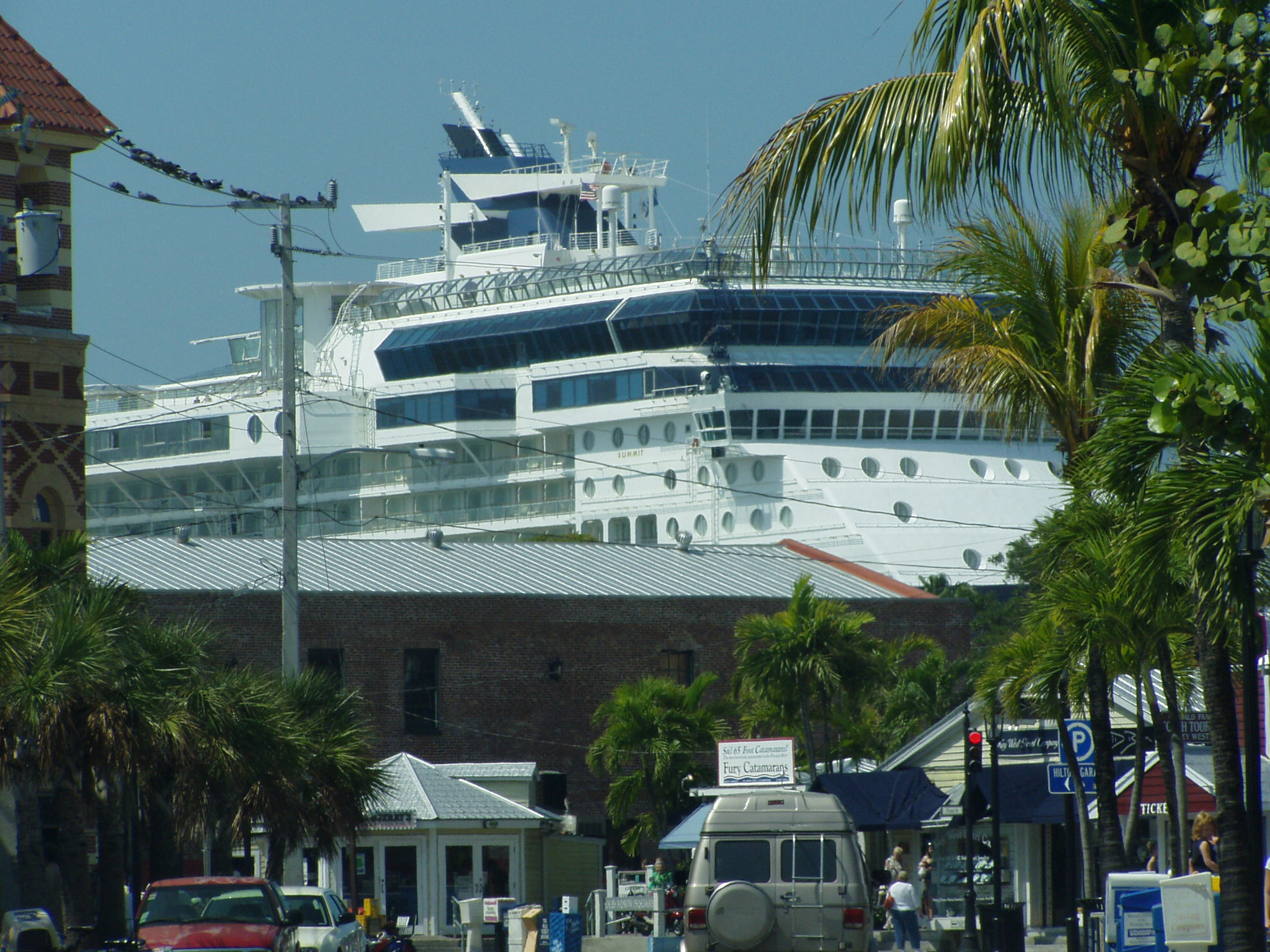
Statek wycieczkowy w Key West

Florida Keys – archipelag obejmujący około 1700 wysp koralowych i wysepek tworzących łańcuch długości 240 km od południowo-wschodniego krańca półwyspu Floryda (ok. 24 km na południe od Miami) po niezamieszkane wyspy Dry Tortugas na zachodzie. Wyspa Key West jest położona ok. 140 km na północ od Kuby. Łączna powierzchnia lądowa archipelagu wynosi 355,6 km². Archipelag jest położony na równoleżnikach o wartości między 23.5° a 25.5°, w klimacie podzwrotnikowym. Według klasyfikacji klimatów Köppena archipelag leży w strefie międzyzwrotnikowej. Według danych spisowych z 2000 roku wyspy zamieszkiwało 79 535 osób. Daje to średnią gęstość zaludnienia 223,66 os./km², jednakże rozmieszczenie ludności jest nierównomierne, największe miasto, Key West, skupia 32% mieszkańców archipelagu.
Niemal całe terytorium Florida Keys należy do hrabstwa Monroe z siedzibą władz w Key West, z wyjątkiem około 5% należących do hrabstwa Miami-Dade.

## Historia

### Odkrycie archipelagu

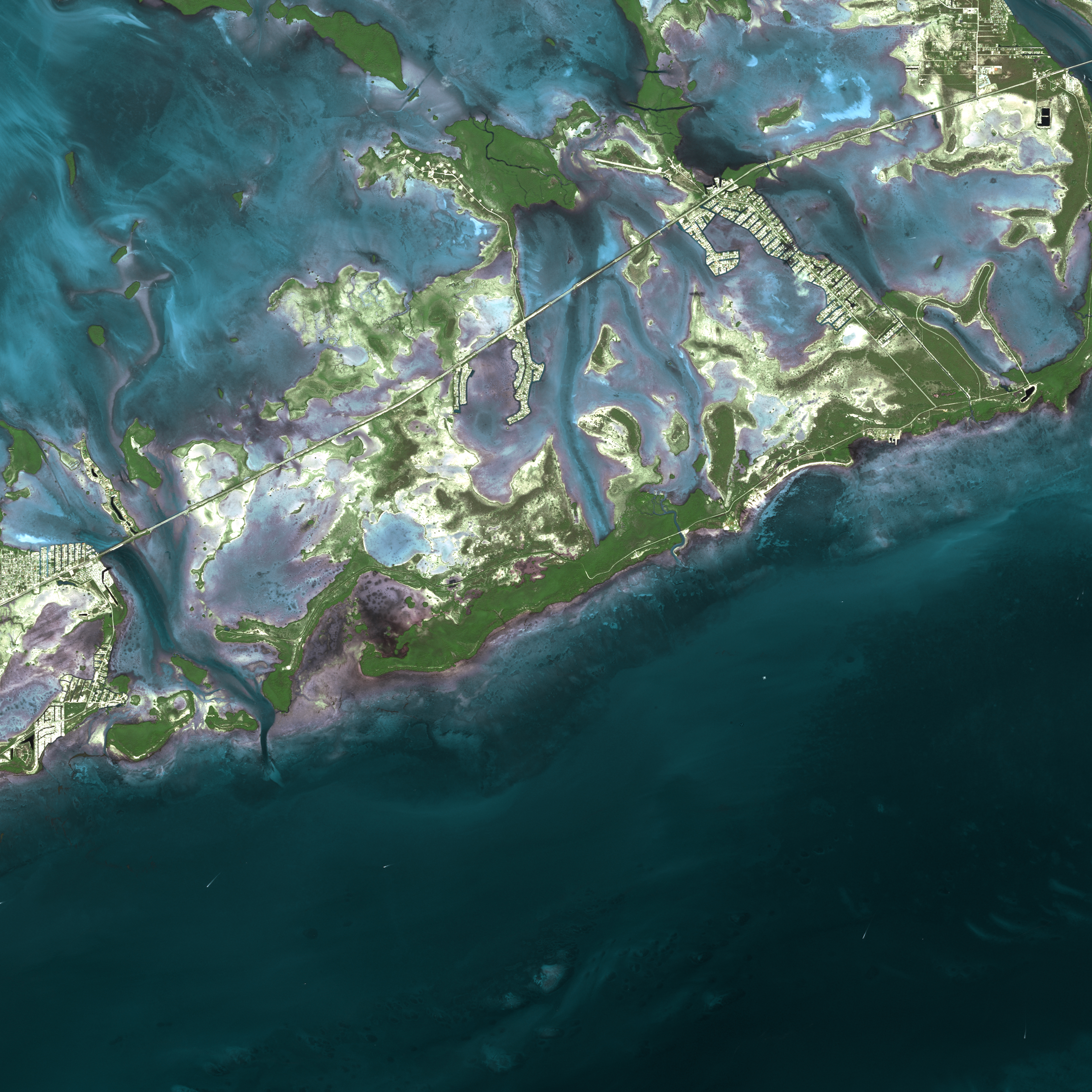
Zdjęcie satelitarne przedstawiające środkową część archipelagu

Wyspy były pierwotnie zamieszkane przez Indian Calusa i Tequesta. W 1513 roku archipelag został odkryty przez Juana Ponce de Leóna. De Leon nadał archipelagowi nazwę Los Martires (z jęz. hiszp. męczennicy), ponieważ z daleka wyspy przypominały mu cierpiących ludzi. Wyraz Key użyty w nazwie archipelagu pochodzi od hiszpańskiego słowa Cayo, oznaczającego małą wyspę. Przez wiele lat Key West było największym miastem na Florydzie, utrzymując się z rozbiórki wraków statków. Dzięki swojemu położeniu archipelag był jednym z najważniejszych miejsc handlowych na szlaku handlowym prowadzącym z Nowego Orleanu do Bahamów. Mieszkańcy archipelagu dużo handlowali z mieszkańcami Kuby. Pod koniec XIX wieku ulepszono nawigację morską, dzięki czemu w Cieśninie Florydzkiej doszło do zmniejszenia ilości katastrof morskich, przez co zmniejszyły się dochody Key West z rozbiórki wraków – w ten sposób miasto straciło swoją ważną pozycję i doszło do znacznego zubożenia jego mieszkańców.

### Overseas Railway
Przez długi czas podróż pomiędzy wyspami archipelagu odbywała się morzem. Zmieniło się to po zakończeniu budowy linii kolejowej Overseas Railway w latach 10. XX w., prowadzonej przez Henry’ego Flaglera. Linia ta była najdalej wysuniętym na południe odcinkiem linii kolejowej Florida East Coast Railway, składającej się z dużej ilości estakad, która kończyła się w Key West. Budowę linii kolejowej znacząco utrudniały huragany, które uderzyły w archipelag w 1906, 1909 i 1910 roku.

### Huragan Labor Day (1935)
Huragan Labor Day był jednym z najgorszych huraganów w historii USA, który uderzył w pobliżu miejscowości Islamorada, w grupę wysp Upper Keys w dniu 2 sierpnia, kiedy odbywało się święto Labor Day. Szacuje się, że prędkość wiatru osiągnęła 320 km/h, a fale morskie miały wysokość 5.3 m, przez co wyspy były dosłownie zalewane. Podczas huraganu zginęło ponad 400 osób. (Według innych źródeł: 600).
Huragan Labor Day był jednym z trzech huraganów kategorii piątej, które uderzyły w wybrzeże Stanów Zjednoczonych od lat 50. XIX w., kiedy rozpoczęto prognozowanie pogody. Pozostałe dwa huragany, które otrzymały kategorię piątą to Huragan Camilie (1969) i Huragan Andrew (1992).
W 1935 roku na terenie archipelagu trwała budowa nowego odcinka drogi międzystanowej U.S. Route 1 oraz mostów, które miały połączyć poszczególne odcinki tej magistrali. Ponad 200 weteranów, którzy walczyli podczas I wojny światowej i pomagali w budowie magistrali, zginęło podczas ataku huraganu. Ich śmierć spowodowała wiele kontrowersji, przez co doszło do dochodzenia przeprowadzonego przez Kongres Stanów Zjednoczonych.
Huragan ten zakończył również 23-letnią historię linii kolejowej Overseas Railway – jej uszkodzone odcinki nie zostały naprawione; wzdłuż niej wybudowano drogę U.S. Route 1 (Overseas Highway), która stała się głównym szlakiem komunikacyjnym biegnącym z Miami do Key West.

### Seven Mile Bridge
Seven Mile Bridge (siedmiomilowy most) po ukończeniu jego budowy był jednym z najdłuższych mostów na świecie. Łączy wyspy Knight’s Key (stanowi część miasta Marathon) i Little Duck Key. Długość mostu wynosi 10 931 m. Wyspa Pigeon Key jest omijana przez Seven Mile Bridge od południa – przez teren wyspy biegnie nieistniejąca linia kolejowa Overseas Railway. Około 3,5-kilometrowy odcinek starego mostu, który biegnie z Knight’s Key do Pigeon Key, dostępny do przebycia dla turystów, jednak od 4 marca 2008 r. jest niedostępny dla ruchu kołowego – most został uznany przez Florida Department of Transportation za zbyt stary i niebezpieczny dla odbywania się na nim ruchu kołowego. Na lipiec 2008 był planowany początek remontu starego mostu, którego koszt był szacowany na 34 mln dolarów. Hrabstwo Monroe nie było w stanie zaciągnąć pożyczki o wysokości 17 mln dolarów, przez co początek remontu został przesunięty na kolejny rok. 14 czerwca 2008 roku, został wprowadzony zakaz połowów na starym moście. Jeśli stary most zostanie zamknięty na stałe, to jedynym sposobem na dostanie się na wyspę będzie podróż promem.
Po zniszczeniu w 1935 roku kolei Overseas Railway przez huragan Labor Day wszystkie mosty kolejowe (w tym stary Seven Mile Bridge) zostały przebudowane na drogi przeznaczone do ruchu kołowego. Aktualnie wyspy są połączone nowym mostem, który zastąpił stary.

### Kubańscy emigranci
Po zakończeniu rewolucji kubańskiej, wielu Kubańczyków uciekło do Południowej Florydy. Key West było mocno związane z mieszkańcami Kuby, dlatego wielu Kubańczyków osiedliło się tu. Archipelag wciąż jest jednym z najważniejszych kierunków migracyjnych Kubańczyków.

## Geologia

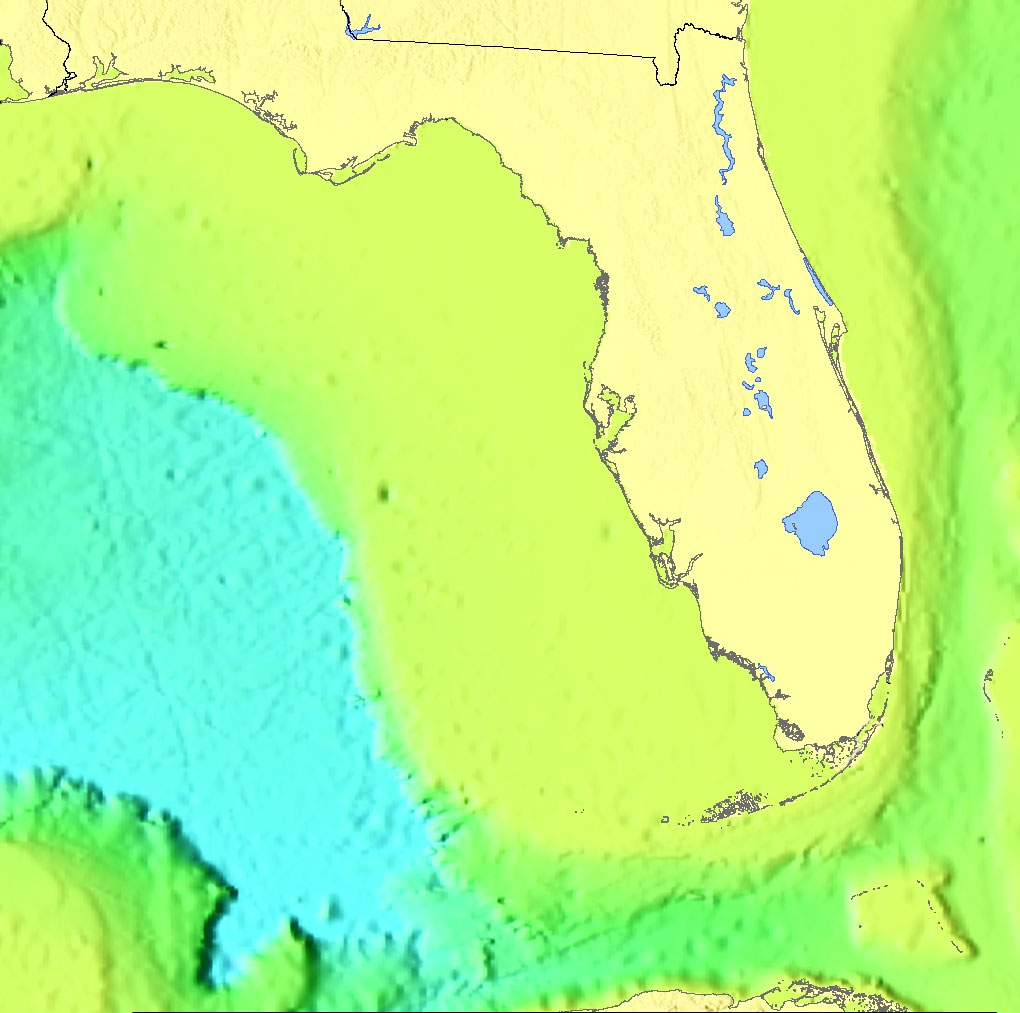
Archipelag Florida Keys uformował się na skraju Półwyspu Florydzkiego

Florida Keys to odsłonięte fragmenty dawnej rafy koralowej. Najdalej wysuniętą na północ wyspą archipelagu jest Elliott Key – znajduje się w parku narodowym Biscayne. Na północ od Elliott Key znajduje się kilka małych wysepek zbudowanych z piasku. Na północ od nich znajduje się wyspa Key Biscayne oraz grupa wysp barierowych również powstałych z piasku.
Archipelag Florida Keys przyjął obecny kształt w wyniku drastycznych zmian w poziomie morza związanych z ostatnimi zlodowaceń i epokami lodowcowymi.
Około 130 tys. lat temu w interglacjale eemskim (ang. Sangamonian Stage) poziom morza podniósł się o około 7,5 m powyżej obecnego poziomu wód, przez co cała południowa część Florydy została zalana przez ocean. Wzdłuż krawędzi zanurzonego Płaskowyżu Florydzkiego utworzyła się rafa koralowa ciągnąca się na zachód od obecnego Miami aż do obecnego archipelagu Dry Tortugas. Na powierzchni wyspy Key Largo będącej odkrytym fragmentem rafy można znaleźć wapień. Około 100 tys. lat temu, po rozpoczęciu się zlodowacenia Wisconsin obniżył się poziom mórz, jednocześnie odsłaniając rafę koralową i osady morskie. 15 tys. lat temu poziom wód podniósł się o 110 metrów powyżej obecnego poziomu wód, przez co odsłonięte rafy i osady poddały się działaniu erozji. Kwaśna woda, która mogła powstać z gnijącej roślinności, rozpuściła wapień, z którego składa się archipelag i południowa część Florydy.
Wzdłuż archipelagu Florida Keys, aż do wyspy Key Biscayne ciągnie się rafa koralowa znana jako Florida Reef, której długość wynosi 270 km. Jest to trzecia co do wielkości rafa koralowa na świecie.

## Środowisko

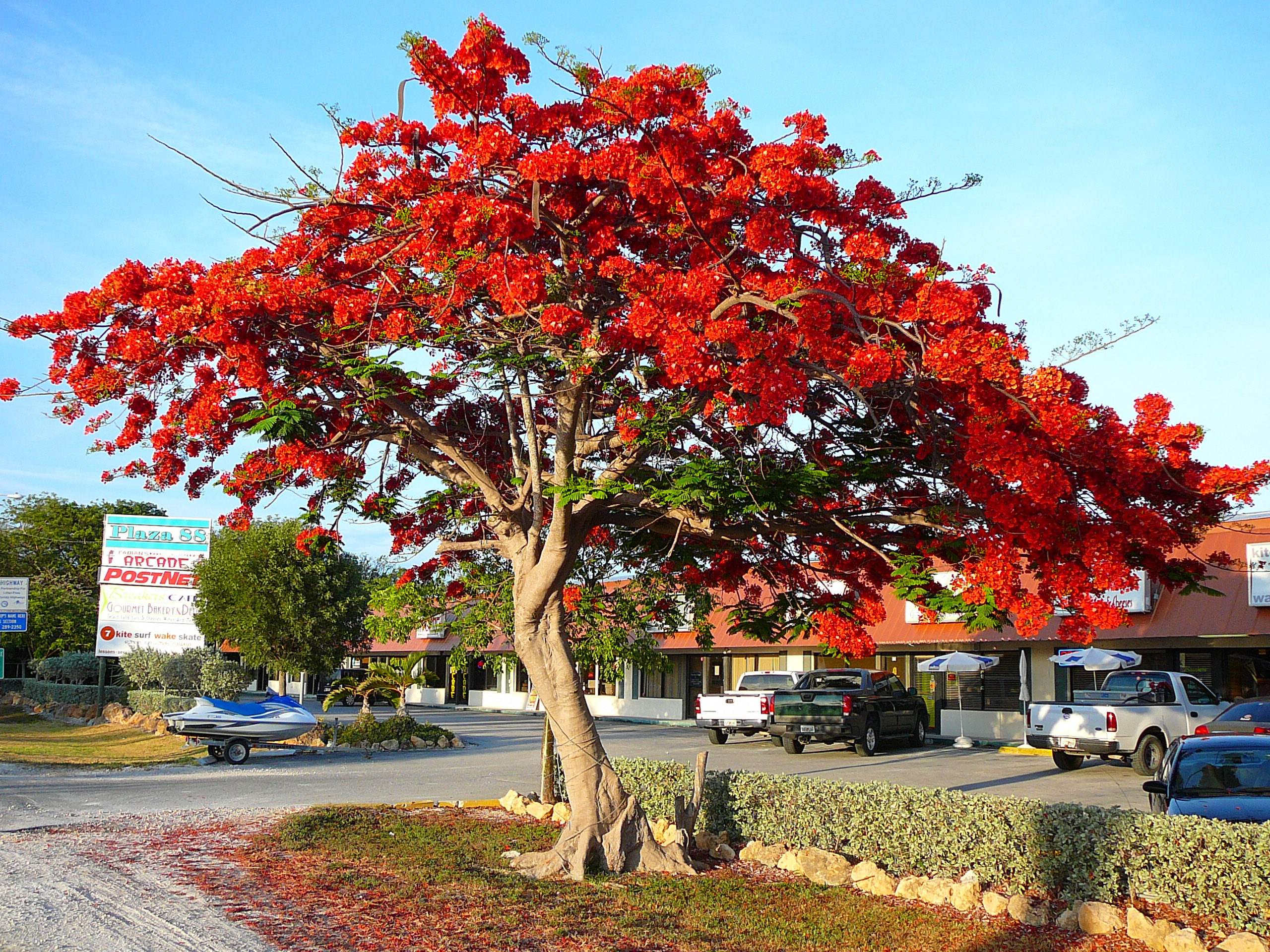
Wianowłostka królewska kwitnąca na terenie archipelagu

Archipelag znajduje się w strefie podzwrotnikowej, między 24 a 25 stopniem szerokości geograficznej północnej. Jego klimat i środowisko przypominają bardziej warunki obecne na Karaibach niż na Florydzie, choć w przeciwieństwie do wulkanicznych wysp na Karaibach, archipelag został zbudowany przez rośliny i zwierzęta.
Wyspy Upper Keys składają się z wapienia powstałego z roślin i organizmów morskich. Wyspy Lower Keys są pozostałością po wielkiej rafie koralowej, która wynurzyła się po obniżeniu poziomu morza.

## Klimat

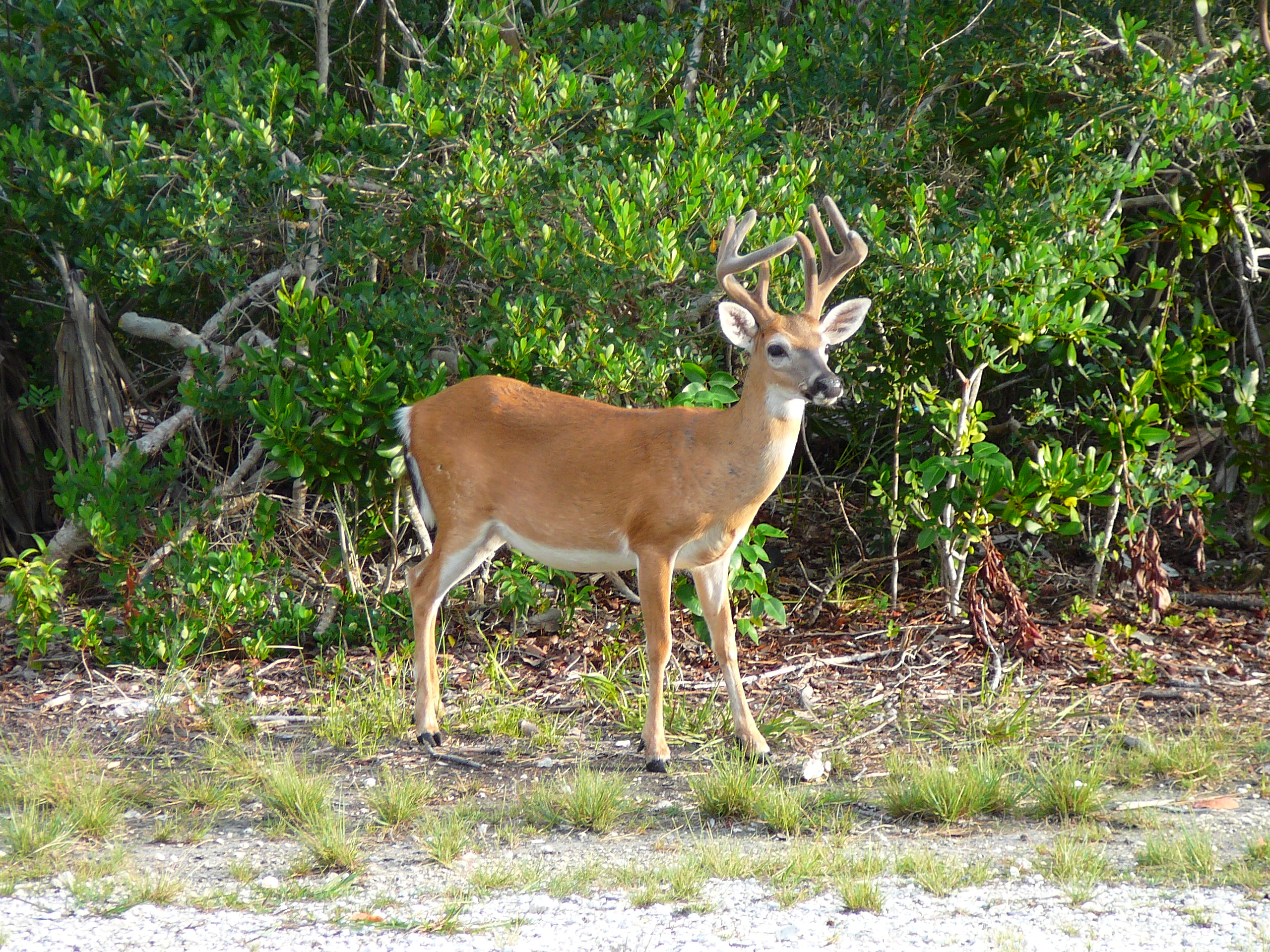
Jeleń spacerujący po terenie wyspy No Name Key

Na terenie całego archipelagu panuje klimat sawann (oznaczenie Aw w klasyfikacji klimatów Köppena). Jest to jedyne miejsce na Florydzie, w którym nie występuje zjawisko zwane szronem, jednak występuje tu podział na porę mokrą i deszczową – pora deszczowa występuje w okresie od czerwca do października, natomiast pora sucha występuje od listopada do maja. Wiele znajdujących się tu roślin rośnie powoli, w porze suchej. Duża część znajdujących się tu drzew to drzewa liściaste, których liście spadają zimą.
| Miesiąc                              | Sty   | Lut   | Mar  | Kwi  | Maj  | Cze   | Lip   | Sie   | Wrz   | Paź   | Lis  | Gru   | Roczna |
| ------------------------------------ | ----- | ----- | ---- | ---- | ---- | ----- | ----- | ----- | ----- | ----- | ---- | ----- | ------ |
| Rekordy maksymalnej temperatury [°C] | 32    | 31    | 32   | 33   | 34   | 36    | 36    | 36    | 35    | 34    | 33   | 31    | 36     |
| Średnie temperatury w dzień [°C]     | 23,5  | 24,4  | 25,7 | 27,4 | 29,4 | 31    | 31,8  | 31,9  | 31,1  | 29,2  | 26,6 | 24,4  | 28,1   |
| Średnie temperatury w nocy [°C]      | 17,9  | 18,9  | 20,2 | 22   | 24,3 | 26    | 26,6  | 26,4  | 25,8  | 24,4  | 22,1 | 19,4  | 22,8   |
| Rekordy minimalnej temperatury [°C]  | 5     | 7     | 8    | 9    | 17   | 18    | 20    | 20    | 18    | 15    | 9    | 7     | 5      |
| Opady [mm]                           | 51.8  | 37.8  | 52.1 | 52.1 | 76.2 | 104.4 | 90.2  | 136.7 | 170.4 | 125.2 | 58.2 | 56.1  | 1011,2 |
| Opady deszczu [mm]                   | 51.8  | 37.8  | 52.1 | 52.1 | 76.2 | 104.4 | 90.2  | 136.7 | 170.4 | 125.2 | 58.2 | 56.1  | 1011,2 |
| Opady śniegu [mm]                    | 0     | 0     | 0    | 0    | 0    | 0     | 0     | 0     | 0     | 0     | 0    | 0     | 0      |
| Średnia liczba dni deszczowych       | 6.2   | 5.3   | 5.8  | 4.5  | 7.2  | 11    | 11.7  | 14.2  | 16.2  | 11.2  | 6.6  | 6.4   | 106,3  |
| Średnia liczba dni śnieżnych         | 0     | 0     | 0    | 0    | 0    | 0     | 0     | 0     | 0     | 0     | 0    | 0     | 0      |
| Średnia liczba dni z opadami         | 6.2   | 5.3   | 5.8  | 4.5  | 7.2  | 11    | 11.7  | 14.2  | 16.2  | 11.2  | 6.6  | 6.4   | 106,3  |
| Średnie usłonecznienie [h]           | 251.1 | 248.6 | 310  | 324  | 341  | 315   | 325.5 | 306.9 | 270   | 254.2 | 231  | 235.6 | 3412,9 |
| Źródło: NOAA                         |       |       |      |      |      |       |       |       |       |       |      |       |        |

## Flora i fauna
Na terenie archipelagu żyją rośliny i zwierzęta, które znajdują się jedynie na terenie tych wysp. Tutejszy klimat pozwala na rozwój wielu importowanych tu roślin: m.in. tych pochodzących z południowej części globu.
Tutejsza flora jest zróżnicowana – żyją tu takie rośliny jak: klon czerwony, sosna Elliotta, dąb oraz rośliny tropikalne takie jak: mahoniowiec właściwy, bursera simaruba, goździkowiec i Piscidia piscipula.
Kilka roślin, które są powszechnie uznawane jako wizytówki archipelagu, pochodzą z innych miejsc – są to m.in.: palma kokosowa, bugenwilla, papaja i ketmia.
Znana na całym świecie odmiana limonki zwana Key lime jest owocem pochodzącym z Malezji; Hiszpanie sprowadzili ten owoc do półwyspu Jukatan, a następnie na teren archipelagu. Ta odmiana limonki rośnie na kolczastych drzewach. Wewnątrz limonka ta ma żółty kolor i posiada kwaśny smak oraz przyjemny zapach. Od nazwy tej limonki pochodzi placekKey lime pie.
Florida Keys jest również domem dla wielu gatunków zwierząt, takich jak: Key deer (odmiana jelenia) chroniony na terenie National Key Deer Refuge, krokodyl amerykański i Key Largo Woodrat (odmiana gryzonia). Key Largo Woodrat żyje w północnej części wyspy Key Largo.
Około 110 km na zachód od Key West znajduje się Park narodowy Dry Tortugas, jeden z najbardziej odizolowanych i najlepiej zachowanych parków na świecie. Nazwa wywodzi się od wyglądu wysp znajdujących się na terenie parku, które swoim wyglądem przypominają żółwie (hiszp. Tortuga).
Wody otaczające archipelag są częścią obszaru chronionego Florida Keys National Marine Sanctuary.

### Cyklony tropikalne
Do archipelagu regularnie docierają huragany i cyklony tropikalne, przez które tutejsi mieszkańcy są zmuszani do ewakuacji na stały kontynent. Jednym z najgorszych huraganów w historii Florida Keys był huragan Georges, który w 1998 roku spowodował ogromne szkody i powodzie również na Karaibach oraz Missisipi. W 2005 roku archipelag nawiedziły huragany Katrina, Rita i Wilma, które również wyrządziły dużo szkód, mimo że nie przeszły bezpośrednio przez teren archipelagu. Najsilniejszym huraganem w historii archipelagu był huragan Labor Day (1935), który otrzymał piątą kategorię.
Cyklony tropikalne to szczególne zagrożenie dla Florida Keys. Wyspy należące do archipelagu osiągają wysokość nie większą niż sześć metrów, dlatego są one szczególnie narażone na powodzie. Z tego powodu tutejsze domy są budowane na betonowych palach, które podtrzymują konstrukcje. Według danych podanych w Federal Register, na terenie hrabstwa Monroe znajduje się ok. 8000 – 12000 pomieszczeń nielegalnie zamieszkanych przez ludzi.
Akcje ewakuacyjne przed nadejściem huraganu lub burzy tropikalnej są zlecane przez National Weather Service. Podczas ewakuacji mieszkańcy są transportowani na stały ląd za pomocą U.S. Route 1. Akcje ewakuacje z terenu archipelagu trwają od 12 do 24 godzin. Szacowany czas ewakuacji jest jednym z istotnych czynników wpływających na jej formę.
W 2004 i 2005 roku podczas trwania sezonu huraganowego zrealizowano kilka akcji ewakuacyjnych. W sierpniu 2004 r., archipelag nawiedził huragan Charley, którego centrum znajdowało się ok. 110 km na zachód od Key West. We wrześniu 2004 r. przeprowadzono akcję ewakuacyjną przed nadejściem huraganu Ivan; kolejną akcję przeprowadzono w lipcu 2005 r., przed nadejściem huraganu Dennis – huragan ten wyrządził dużo większe szkody niż dwa wcześniejsze huragany. Huragan Katrina, który w sierpniu 2005 r. spowodował ogromne zniszczenia w stanach Luizjana i Missisipi, na Florydzie i Florida Keys wyrządził niewielkie szkody i podtopienia. Huragan Rita, który spowodował zniszczenia na terenie Luizjany i Teksasu, po opuszczeniu Bahamów przerodził się z burzy tropikalnej w huragan kategorii 2., powodując powodzie i zniszczenia na terenie całego archipelagu. Huragan Wilma, który uderzył w archipelag w październiku 2005 r. był najbardziej niszczycielskim huraganem ostatnich lat – jego centrum znajdowało się na północny zachód od Key West. Niżej położone części miasta znajdowały się nawet dwa metry pod wodą.

## Geografia

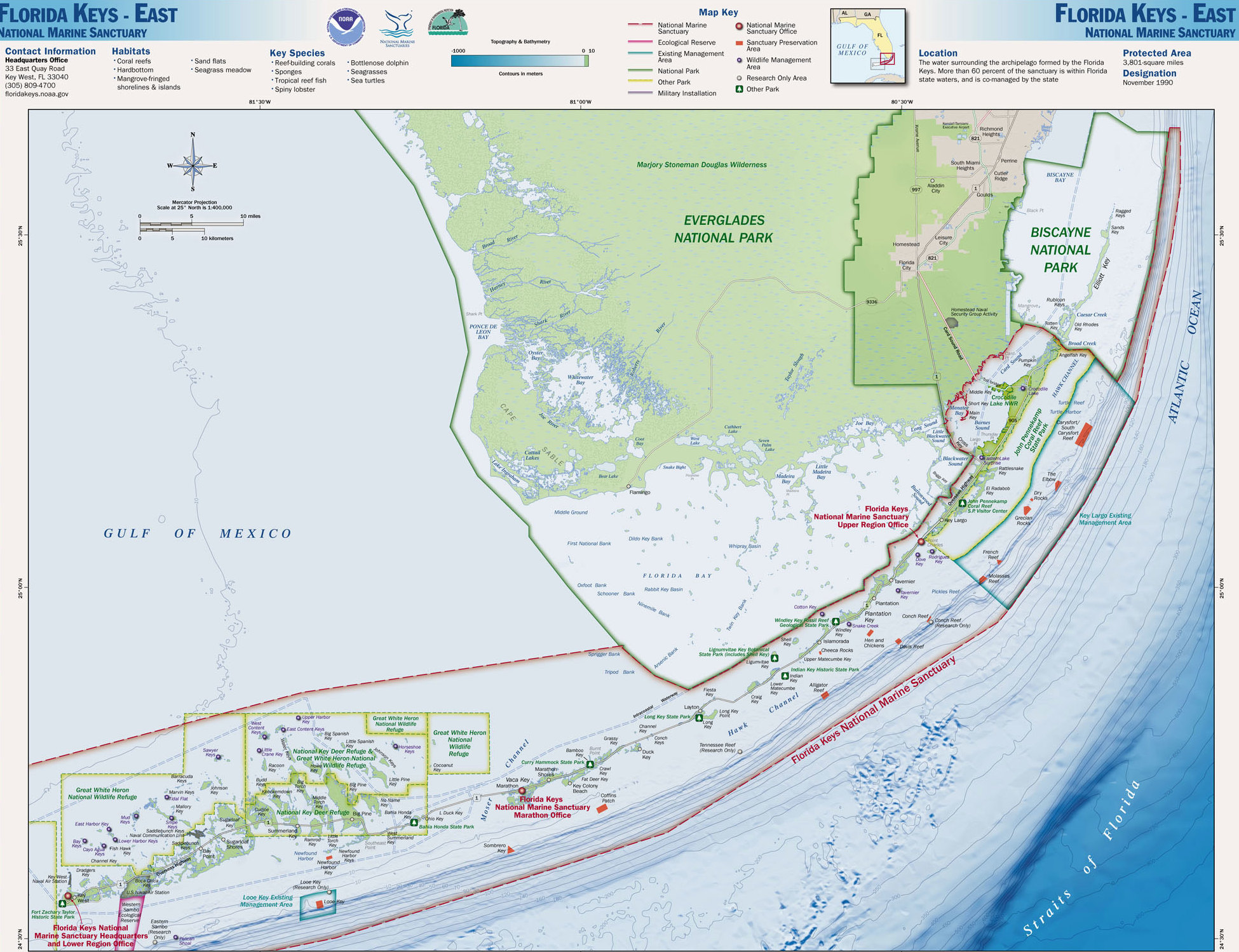
Wschodnia część archipelagu Florida Keys

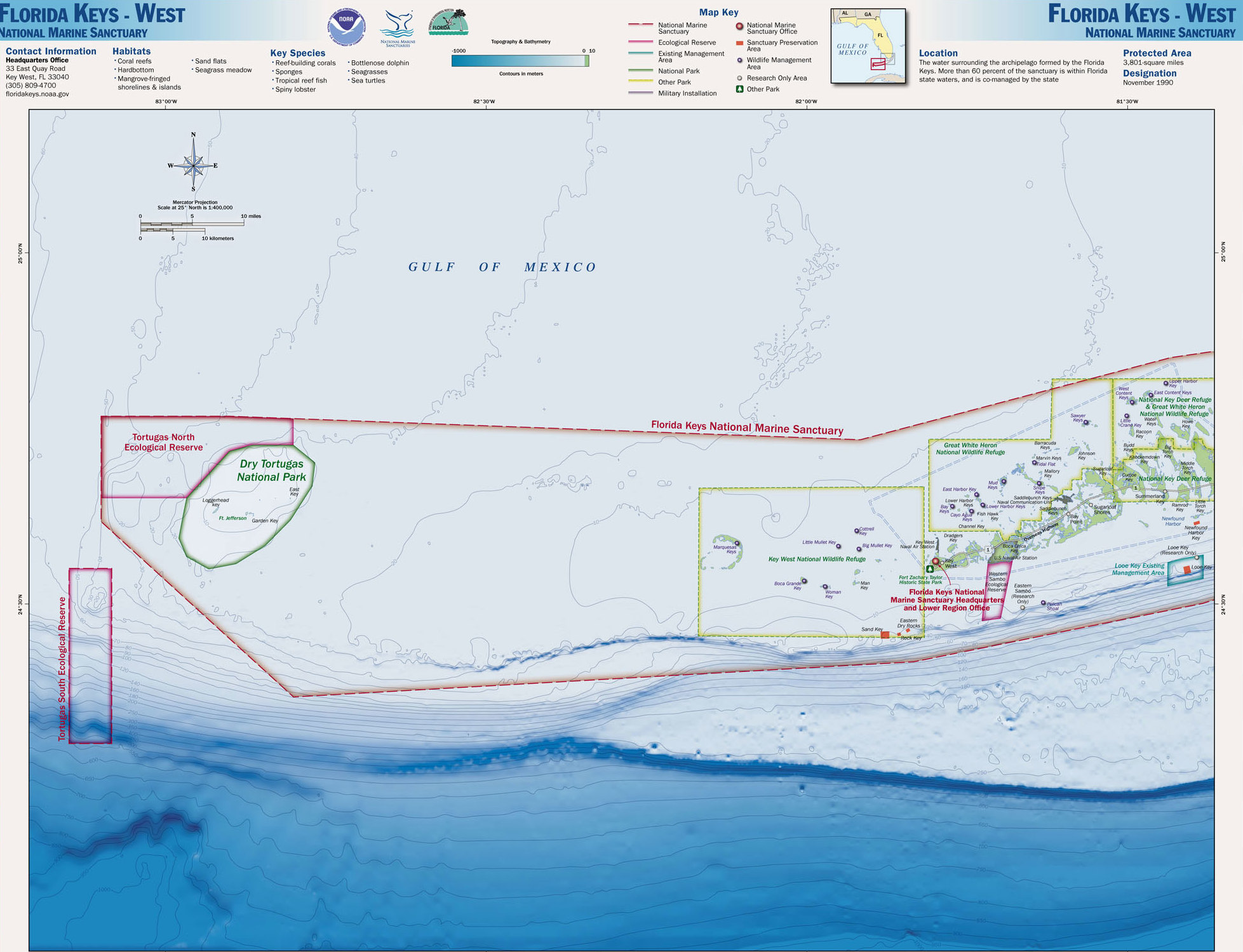
Zachodnia część archipelagu Florida Keys

Geograficznie archipelag Florida Keys wyznacza granicę między Zatoką Florydzką (część Zatoki Meksykańskiej) na północnym zachodzie, a otwartym Oceanem Atlantyckim na południowy wschodzie. Wyspy są pochodzenia koralowego, lecz pierwotna rafa została przykryta naniesionym przez prąd morski piaskiem. Geograficznie, wyróżnia się kilka grup wysp:
- Upper Keys, których część stanowi Park Narodowy Biscayne i jest dostępna jedynie drogą morską (łodzią). Wyspy te należą do hrabstwa Miami-Dade. Pozostałe wyspy tej grupy: Key Largo, Plantation Key, Windley Key, Upper Matecumbe Key, Lignumvitae Key oraz Lower Matecumbe Key należą do hrabstwa Monroe.

- Middle Keys – środkowa część archipelagu, z wyspami: Craig Key, Fiesta Key, Long Key, Conch Key, Duck Key, Grassy Key, Crawl Key, Long Point Key, Fat Deer Key, Key Vaca, Boot Key, Knight’s Key, Pigeon Key (Key Vaca, Boot Key, Fat Deer Key, Long Point Key, Crawl Key i Grassy Key zostały połączone w miasto Maraton)

- Lower Keys – z największą wyspą archipelagu – Key West, a oprócz niej: Little Duck Key, Missouri Key, Ohio Key, Bahia Honda Key, Spanish Harbor Keys, West Summerland Key, No Name Key, Big Pine Key, Little Torch Key, Middle Torch Key, Big Torch Key, Ramrod Key, Summerland Key, Knockemdown Key, Cudjoe Key, Sugarloaf Key, Park Key, Lower Sugarloaf Key, Saddlebunch Keys, Shark Key, Geiger Key, Big Coppitt Key, East Rockland Key, Rockland Key, Boca Chica Key, Key Haven, Stock Island, Sigsbee Park oraz Fleming Key.

- Outlying Islands – grupa wysunięta najdalej na zachód, dostępna jedynie drogą wodną i transportem lotniczym, obejmuje także bezludne wyspy Dry Tortugas.

Wszystkie wyspy leżą w strefie zagrożenia cyklonami tropikalnymi, które są tu częstym zjawiskiem.

## Przemyt narkotyków
W pobliżu archipelagu często dochodzi do przemytu narkotyków – w ciągu ostatnich lat znacznie zmniejszyła się ich przemycana ilość. W latach 70 XX w. tutejsze organy ścigania zajmujące się tym rodzajem przestępstw praktycznie nie istniały, przez co przez tutejsze kanały przemycano tony marihuany. Po rozpoczęciu wojny z narkotykami w latach 80. Federalne i Stanowe Organy Ścigania rozpoczęły daremną akcję mającą na celu zaprzestanie przemytu. Grupy przemytnicze regularnie zmieniały taktykę i chociaż organy ścigania dokonywały aresztowań to nadal przemycano narkotyki z Key West do Everglades City. W latach 80. wzrosła ilość przemycanej kokainy, która była ukrywana w przegrodach łodzi.

## Transport

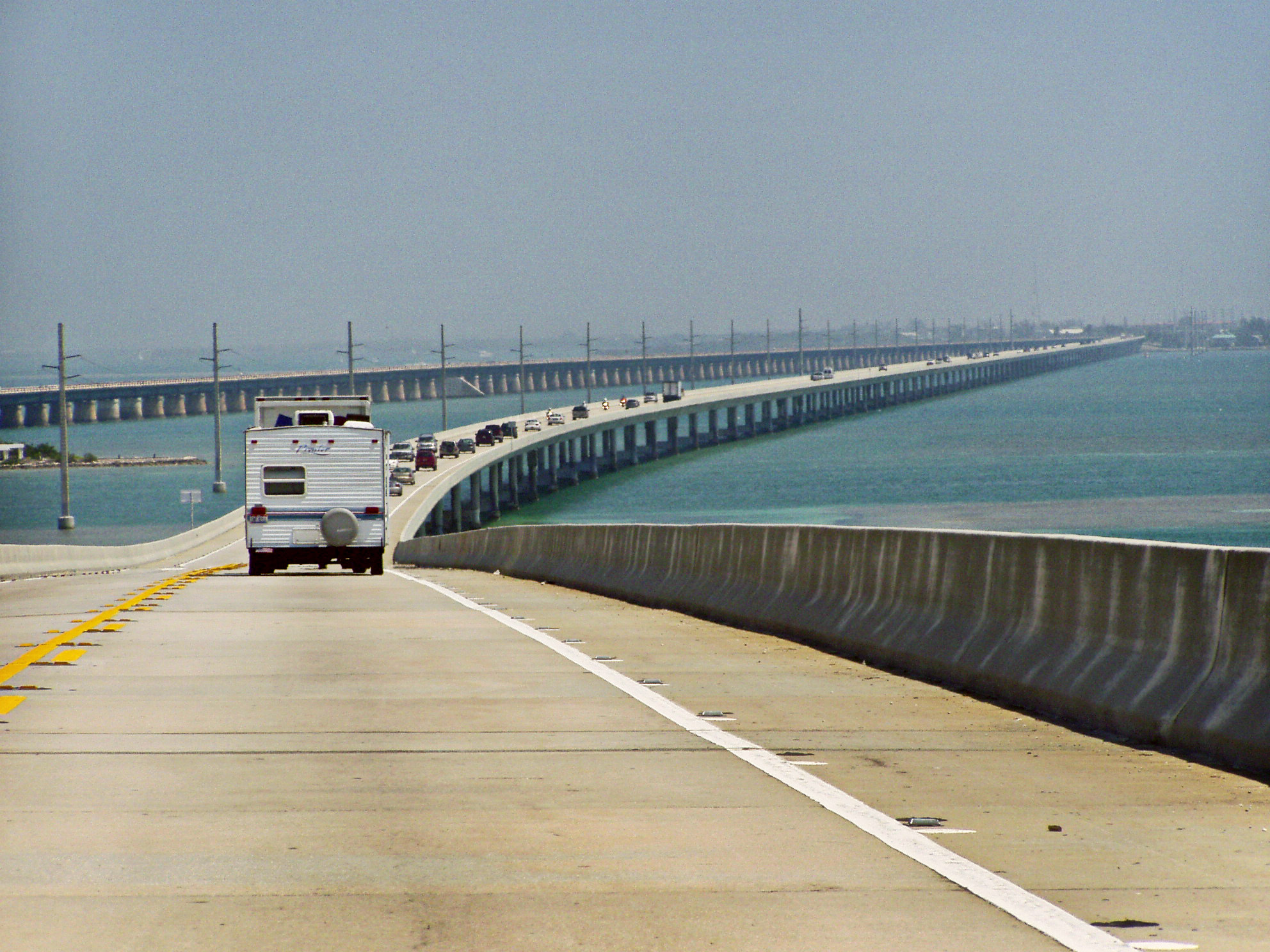
Seven Mile Bridge

Transport drogą lądową zapewnia Overseas Highway (odcinek międzystanowej drogi U.S. Route 1, którego długość wynosi 204 km), która biegnie wzdłuż nieistniejącej linii kolejowej Overseas Railway. Wyspy są połączone mostami (w tym najsłynniejszym mostem Florydy – Seven Mile Bridge) oraz groblami po których przebiega ta droga. Istnieje także linia kolejowa, jednakże od 1935 roku, kiedy – zaledwie kilka lat po jej otwarciu – została zniszczona przez jeden z huraganów nie jest używana, a jej pozostałości – zwłaszcza zawalony most w Bahia Honda Key i stacja kolejowa w Key West – służą dziś jako atrakcja turystyczna. Istotnymi połączeniami komunikacyjnymi z Florida Keys, jest także transport lotniczy, zwłaszcza obsługiwany w przez lotnisko w Maraton oraz Międzynarodowy Port Lotniczy w Key West (EYW), a także komunikacja morska, zwłaszcza żegluga wycieczkowa statkami pasażerskimi typu Cruise Ship.

### Drogi biegnące przez Florida Keys
- U.S. Route 1/Florida State Road 5
- Florida State Road A1A
- Monroe County Road 4A
- Monroe County Road 5A
- Monroe County Road 905
- Monroe County Road 913
- Monroe County Road 939
- Monroe County Road 939A
- Monroe County Road 939B
- Monroe County Road 940
- Monroe County Road 941
- Monroe County Road 942

### Transport publiczny
Na całej długości Overseas Highway kursują autobusy należące do Key West Department of Transportation. Autobusy te kursują z Key West do Marathon, a następnie do Florida City i Miami.

### Niebezpieczeństwa drogowe
Duża część Overseas Highway to droga jednopasmowa. Ze względu na tutejszy klimat przyjeżdżają tu setki tysięcy turystów rocznie, których duża część przybywa tu za pomocą tej drogi. Duże korki spowodowane nieprzystosowaniem drogi do tak dużej liczby kierowców oraz brak alternatywnych dróg powodują, że droga ta posiada jeden z najwyższych wskaźników śmiertelnych wypadków samochodowych w stanie Floryda.

## Conch Republic
W 1982 roku, miasta Florida Keys ogłosiły niepodległość, deklarując powstanie Conch Republic. Deklaracja była żartem, jednakże była przede wszystkim formą protestu przeciwko dokonanej przez Straż Graniczną USA blokadzie drogi US-1. Blokada i szczegółowe kontrole każdego zmierzającego na północ pojazdu, miały na celu niedopuszczenie do przemieszczania się nielegalnych imigrantów na kontynentalne terytorium Stanów Zjednoczonych. Utrudnienia ruchu związane z blokadą uderzały w opartą w głównej mierze na turystyce gospodarkę Florida Keys. Społeczność lokalna poczuła się również urażona koniecznością udowadniania swojego obywatelstwa USA w trakcie szczegółowych kontroli, co odbierała jako traktowanie ich jak obywateli drugiej kategorii. Do dziś, idea i symbolika Conch Republic są jedną z większych atrakcji turystycznych regionu.

## Kultura i rekreacja

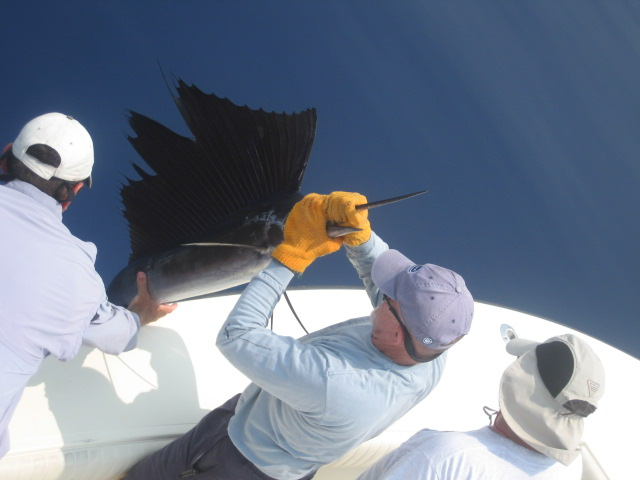
Rybołówstwo na terenie archipelagu

Głównymi gałęziami przemysłu na terenie archipelagu są turystyka i rybołówstwo. Znaczącą pozycję w tutejszej gospodarce odgrywa ekoturystyka. Od pewnego czasu między miastami Key West i Fort Myers kursują również promy turystyczne.